# George Compton
George Compton (18 octobre 1664 - 15 avril 1727) est un pair et un homme politique britannique. Il est appelé Lord Compton de 1664 à 1681, avant d'être titré comte de Northampton

## Biographie
Il est le fils de James Compton (3e comte de Northampton), et de son épouse Mary (née Noel). Le Premier ministre Spencer Compton (1er comte de Wilmington), est son frère cadet. Il succède à son père au comté en 1681, à l'âge de 17 ans. Il sert comme Lord Lieutenant du Warwickshire en 1686-1687 et encore entre 1689 et 1727 et est Connétable de la Tour de Londres entre 1712 et 1715. Au couronnement de Guillaume et de Marie en 1689, il porte le sceptre et la croix du roi. En 1702, il est admis au Conseil privé.
Il épouse Jane Fox, fille de Stephen Fox et de sa première épouse, Elizabeth Whittle, et demi-sœur de Henry Fox, 1er Baron Holland, en 1686. Elle est décédée le 10 juin 1721. Il épouse en secondes noces Elizabeth, Lady Thorold, veuve de Sir George Thorold, 1er baronnet le 3 juillet 1726. Elle meurt à l'âge de 67 ans le 15 janvier 1750 et est inhumée avec ses parents, Sir James Rushout, 1er baronnet, et sa femme Alice Pitt, à Blockley , Gloucestershire .
Il est décédé le 15 avril 1727, à l'âge de 62 ans, et son fils aîné, James Compton (5e comte de Northampton), lui succède.